# سست‌بزرگ‌دم‌ها
سست‌بزرگ‌دم‌ها (نام علمی: Asthenomacrurus) نام یک سرده از تیره دم‌شلاقی است.